# Institut Bergonié
 (février 2022).
Si vous disposez d'ouvrages ou d'articles de référence ou si vous connaissez des sites web de qualité traitant du thème abordé ici, merci de compléter l'article en donnant les références utiles à sa vérifiabilité et en les liant à la section « Notes et références ».
 (février 2025).
L'Institut Bergonié est un établissement de santé privé d'intérêt collectif (ESPIC) depuis le 20 mai 2010, situé sur la commune de Bordeaux dans le département de la Gironde. Il s'agit également d'un centre régional de lutte contre le cancer pour la  Nouvelle-Aquitaine, parmi les 18 centres présents dans les régions françaises. Il est au service des cinq millions d'habitants de la région Aquitaine et des cinq départements limitrophes qui lui sont rattachés.
L'Institut constitue avec le CHU de Bordeaux le pôle régional de cancérologie, et est labellisé « site de recherche intégrée en cancérologie » (SIRIC) par l'Institut national du cancer (INCa).
Il est par ailleurs membre du groupe UNICANCER, porteur d'un modèle de cancérologie fondé sur la pluridisciplinarité, l'individualisation des traitements et le continuum recherche-soins.

## Histoire
À sa création l'Institut Bergonié était une fondation. Celle-ci doit son nom au professeur Jean-Alban Bergonié (1857-1925), un des inventeurs et promoteurs des centres de lutte contre le cancer en France.
Après la Première Guerre mondiale, en 1922, Jean-Alban Bergonié participe à la mise en place d'une commission du cancer auprès du ministère de l'Hygiène, de l'Assistance et de la Prévoyance sociale. Il devient vite rapporteur de cette commission à un moment où la lutte contre le cancer est élevée au rang de cause nationale. Bergonié pense alors qu'il est nécessaire de créer en France un réseau de centres avec des spécialistes de différentes disciplines (histopathologistes, chirurgiens, « médecins électriciens », physiciens) en mettant à égalité fondamentalistes et cliniciens, alors que dans l'univers hospitalier chaque service relevait d'une seule discipline.
Grâce à son appui, La Ligue nationale contre le cancer, appelée alors « Ligue franco-anglo-américaine », est reconnue d'utilité publique. Avec son ami personnel et politique Paul Strauss, ministre de l'Hygiène, de l'Assistance et la Prévoyance sociale, il met sur pied à Bordeaux le premier centre régional de lutte contre le cancer inauguré le 12 février 1923 à l'annexe Saint-Raphael de l'hôpital Saint-André.
Le centre est ensuite transféré sur un terrain plus vaste offert à la ville de Bordeaux par monsieur Soulié, situé au 180 de la rue Saint-Genès. Le 14 décembre 1924, Jean-Alban Bergonié assiste à la pose de la première pierre de la fondation Bergonié, rue Saint-Genès, sur une civière roulante. Celui-ci décède quinze jours après l'inauguration du centre.
En quelques mois, l'apport du pari mutuel (un million de francs), de la municipalité de Bordeaux (deux cent mille francs), de l'association Contre le cancer du Sud-Ouest (cent soixante mille francs) permet de disposer de quatre appareils de radiothérapie et de plusieurs centaines de milligrammes de radium ; à cette époque, le gramme de radium se négocie entre 1 et 1,5 million de francs et se maintiendra à ce niveau pendant l'Entre-deux-guerres.

## Modèle de fonctionnement
L'Institut Bergonié, comme les 17 autres centres régionaux de lutte contre le cancer, se base sur le « modèle Curie ». Celui-ci se définit par la continuité entre la recherche fondamentale et les soins. Son originalité vient du rapprochement de chercheurs, de soignants et de patients permettant d'accélérer la mise à disposition de diagnostics et de traitements nouveaux. Le « modèle Curie » a inspiré de nombreuses institutions qui l'ont pris comme exemple.

## Missions

### Soins des patients
Afin d'assurer des soins et une prise en charge globale de qualité, l'Institut Bergonié compte plus de 1 000 employés. Il est doté d'un plateau technique répondant à tous les besoins de la cancérologie moderne et regroupe des équipements innovants et de dernière génération : tomothérapie, TEP-scanner, Intrabeam…
Pour répondre aux deux plans Cancer, l'Institut Bergonié offre également d'autres soins dispensés par le CARE (département de Coordination Accompagnement Réhabilitation et Éducation). Cette équipe pluridisciplinaire accompagne les patients à tous les stades de la maladie et participe à l'organisation et la continuité des soins à domicile en lien avec le médecin traitant dans le cadre du réseau ville-hôpital.
En 2010, l'Institut Bergonié a été certifié sans réserve ni recommandation par la Haute Autorité de Santé. En 2020, la Radiologie Interventionnelle de l'Institut Bergonié a décroché le label du premier niveau de l'accréditation IASIOS.

### Enseignement
Tous les secteurs médicaux, paramédicaux, administratifs et logistiques de l'Institut Bergonié participent à des actions de formations orientées autour de la cancérologie, de la formation initiale à la formation continue. Les collaborations sont particulièrement étroites avec l'Université de Bordeaux pour les formations initiales.
Depuis 2011, l'organisme de formation ATRIVM propose des activités de formations relatifs au développement professionnel continu orientés en cancérologie au sein des locaux de l'institut. Ces formations proposées concourent au développement des compétences des professionnels médicaux et para-médicaux de la région Aquitaine.

### Recherche

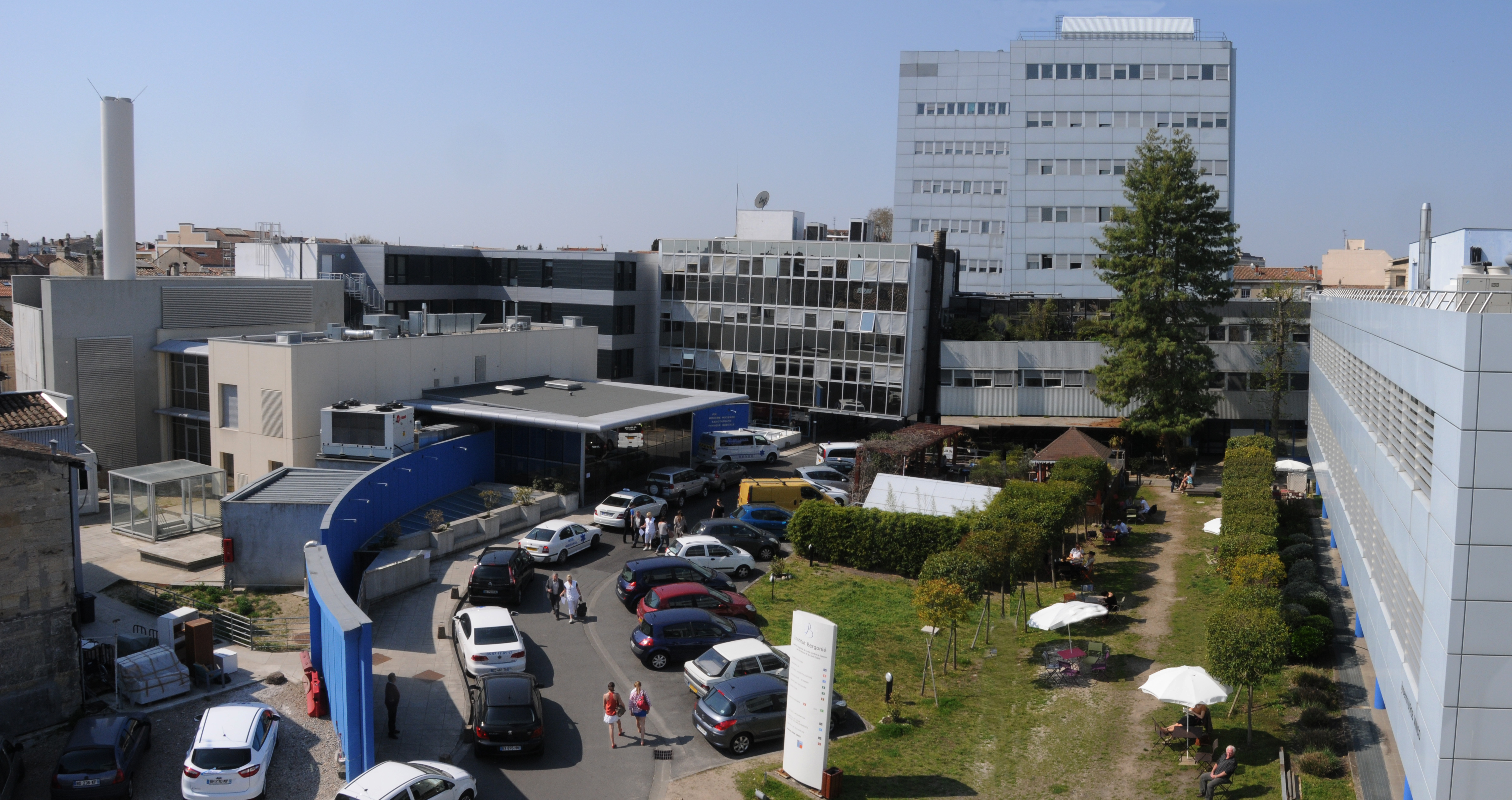
Institut Bergonié

La recherche clinique représente un secteur très actif au sein de l'Institut Bergonié avec plus de cent programmes de recherches appliquées en cours en collaboration avec des organismes de recherche nationaux et internationaux. La stratégie de recherche clinique est définie selon les grandes orientations d'un Projet d'Établissement.
La recherche fondamentale est aussi présente, en partenariat en particulier avec des unités INSERM et CNRS. Ces unités sont regroupés autour des départements de biologie médicale et de pathologie, permettant d'accueillir de nouveaux chercheurs et une start up dans le domaine de la génétique.
L'Institut Bergonié soumet chaque année ses projets à l'évaluation d'un conseil scientifique qui réunit des personnalités extérieures de renommée.

## L'Institut Bergonié en chiffres
| Indicateur         | 2012 | 2013 | 2014 | 2020 |
| ------------------ | --- | --- | --- | --- |
| Moyens humains     | 882 salariés dont 106 médecins                                                                                                | 920 salariés dont 119 médecins                                                                                                | 936 salariés dont 115 médecins                                                                                                | 1065 salariés dont 146 médecins                                                                           |
| Budget annuel      | 93 566 000 € | 96 897 500 € | 102 984 900 € | 118 730 465 €                                                                                             |
| Consultations      | - 50 097 consultations - 16 453 consultants - 4 221 nouveaux patients                                                         | - 50 326 consultations - 16 780 consultants - 4 384 nouveaux patients                                                         | - 54 146 consultations - 17 884 consultants - 4 626 nouveaux patients                                                         | - 57 579 consultations - 20 000 consultants - 4 619 nouveaux patients                                     |
| Capacité d'accueil | - 158 lits en hospitalisation classique - 7 lits en unité de surveillance continue - 25 lits en hôpitaux de jour              | - 158 lits en hospitalisation classique - 7 lits en unité de surveillance continue - 25 lits en hôpitaux de jour              | - 158 lits en hospitalisation classique - 7 lits en unité de surveillance continue - 25 lits en hôpitaux de jour              | - 121 lits en hospitalisation classique - 33 lits en hôpitaux de jour                                     |
| Service de soins   | - 2 153 patients traités par chirurgie - 1 519 patients traités par radiothérapie - 2 164 patients traités par chimiothérapie | - 2 327 patients traités par chirurgie - 1 625 patients traités par radiothérapie - 2 771 patients traités par chimiothérapie | - 2 336 patients traités par chirurgie - 1 440 patients traités par radiothérapie - 2 806 patients traités par chimiothérapie | - 3 031 séjours chirurgicaux - 28 990 séances de radiothérapie - 22 800 séances de chimiothérapie         |
| Recherche          | 700 patients inclus dans des études de recherche interventionnelle                                                            | 1 026 patients inclus dans des études de recherche interventionnelle                                                          | 1 020 patients inclus dans des études de recherche interventionnelle                                                          | 3 150 patients inclus dans des études de recherche interventionnelle                                      |
| Enseignement       | - 72 internes - 231 étudiants en médecine - 210 étudiants en formation paramédicale                                           | - 76 internes - 223 étudiants en médecine - 229 étudiants en formation paramédicale                                           | - 79 internes - 201 étudiants en médecine - 209 étudiants en formation paramédicale                                           | - 92 internes en médecine - 236 étudiants hospitaliers - 138 étudiants en formation initiale paramédicale |